# Campionati africani di judo
I Campionati africani di judo sono la più importante manifestazione continentale di judo organizzata dalla African Judo Union.

## Edizioni
| Anno | Città          | Nazione        |
| ---- | -------------- | -------------- |
| 1986 | Casablanca     | Marocco        |
| 1989 | Abidjan        | Costa d'Avorio |
| 1990 | Algeri         | Algeria        |
| 1991 | Il Cairo       | Egitto         |
| 1992 | Port Louis     | Mauritius      |
| 1994 | Tunisi         | Tunisia        |
| 1995 | Harare         | Zimbabwe       |
| 1996 | ?              | Sudafrica      |
| 1997 | Casablanca     | Marocco        |
| 1998 | Dakar          | Senegal        |
| 2000 | Algeri         | Algeria        |
| 2001 | Tripoli        | Libia          |
| 2002 | Il Cairo       | Egitto         |
| 2004 | Tunisi         | Tunisia        |
| 2005 | Port Elizabeth | Sudafrica      |
| 2006 | Port Louis     | Mauritius      |
| 2008 | Agadir         | Marocco        |
| 2009 | Port Louis     | Mauritius      |
| 2010 | Yaoundé        | Camerun        |
| 2011 | Dakar          | Senegal        |
| 2012 | Agadir         | Marocco        |
| 2013 | Maputo         | Mozambico      |
| 2014 | Port Louis     | Mauritius      |
| 2015 | Libreville     | Gabon          |
| 2016 | Tunisi         | Tunisia        |
| 2017 | Antananarivo   | Madagascar     |
| 2018 | Tunisi         | Tunisia        |
| 2019 | Città del Capo | Sudafrica      |
| 2020 | Antananarivo   | Madagascar     |
| 2021 | Dakar          | Senegal        |
| 2022 | Orano          | Algeria        |
| 2023 | Casablanca     | Marocco        |
| 2024 | Il Cairo       | Egitto         |
| 2025 | Abidjan        | Costa d'Avorio |